# 101e méridien est
En géographie, le 101e méridien est est le méridien joignant les points de la surface de la Terre dont la longitude est égale à 101° est.

## Géographie

### Dimensions
Comme tous les autres méridiens, la longueur du 101e méridien correspond à une demi-circonférence terrestre, soit 20 003,932 km. Au niveau de l'équateur, il est distant du méridien de Greenwich de 11 243 km,.
Avec le 79e méridien ouest, il forme un grand cercle passant par les pôles géographiques terrestres.

### Régions traversées
En commençant par le pôle Nord et descendant vers le sud au pôle Sud, Le 101e méridien est passe par:
| Coordonnées           | Pays, territoire ou mer | Notes |
| --------------------- | ----------------------- | --- |
| 90° 00′ N, 101° 00′ E | Océan Arctique          | |
| 80° 32′ N, 101° 00′ E | Mer de Laptev           | |
| 78° 57′ N, 101° 00′ E | Russie                  | Krai de Krasnoïarsk — Île Bolchevique, Terre du Nord |
| 78° 06′ N, 101° 00′ E | Mer de Kara             | |
| 76° 32′ N, 101° 00′ E | Russie                  | Krai de Krasnoïarsk Oblast d'Irkoutsk — à partir de 57° 52′ N, 101° 00′ E République de Bouriatie — à partir de 52° 47′ N, 101° 00′ E |
| 51° 36′ N, 101° 00′ E | Mongolie                | |
| 42° 38′ N, 101° 00′ E | Chine                   | Mongolie Intérieure Gansu — à partir de 38° 59′ N, 101° 00′ E Qinghai — à partir de 37° 56′ N, 101° 00′ E Gansu — à partir de 34° 22′ N, 101° 00′ E Qinghai — à partir de 33° 57′ N, 101° 00′ E Sichuan — à partir de 32° 38′ N, 101° 00′ E Yunnan — à partir de 27° 23′ N, 101° 00′ E |
| 21° 42′ N, 101° 00′ E | Birmanie (Burma)        | |
| 21° 23′ N, 101° 00′ E | Laos                    | |
| 19° 37′ N, 101° 00′ E | Thaïlande               | |
| 17° 49′ N, 101° 00′ E | Laos                    | Sur environ 2 km |
| 17° 48′ N, 101° 00′ E | Thaïlande               | Sur environ 3 km |
| 17° 46′ N, 101° 00′ E | Laos                    | Sur environ 4 km |
| 17° 44′ N, 101° 00′ E | Thaïlande               | Sur environ 13 km |
| 17° 37′ N, 101° 00′ E | Laos                    | Sur environ 5 km |
| 17° 34′ N, 101° 00′ E | Thaïlande               | |
| 12° 39′ N, 101° 00′ E | Golfe de Thaïlande      | |
| 6° 51′ N, 101° 00′ E  | Thaïlande               | |
| 6° 16′ N, 101° 00′ E  | Malaisie                | |
| 5° 50′ N, 101° 00′ E  | Thaïlande               | Sur environ 6 km |
| 5° 46′ N, 101° 00′ E  | Malaisie                | Passe juste à l'ouest de Ipoh à 4°37'N |
| 3° 39′ N, 101° 00′ E  | Détroit de Malacca      | |
| 2° 18′ N, 101° 00′ E  | Indonésie               | Île Sumatra |
| 2° 27′ S, 101° 00′ E  | Océan indien            | |
| 60° 00′ S, 101° 00′ E | Océan Austral           | |
| 65° 24′ S, 101° 00′ E | Antarctique             | Territoire antarctique australien, Territoires revendiqués par l' Australie |